# اسفل الين (يهر)

تعديل مصدري - تعديل

اسفل الين هي إحدى قرى عزلة يهر بمديرية يهر التابعة لمحافظة لحج، بلغ تعداد سكانها 22 نسمة حسب تعداد اليمن لعام 2004.